# Площа Рудченка (Глухів)
Площа Рудченка — одна з центральних площ Глухова, названа на честь радянського генерал-майора Г. С. Рудченка (1900—1943). Знаходиться поблизу Соборного майдану.

## Розташування і опис
Площа розташована в самому «серці» міста між вулицями Києво-Московською та Спаською з півночі на південь та — Терещенків і Шевченка з заходу на схід.
Майдан являє собою пішохідну ділянку, що складається з 2 міських скверів. Це улюблена зона відпочинку й прогулянок місцевих жителів і гостей Глухова.
На місці площі знаходився дитинець міста.
Тут розташована Глухівська міська рада.

## Галерея

Пам'ятник М. Березовському
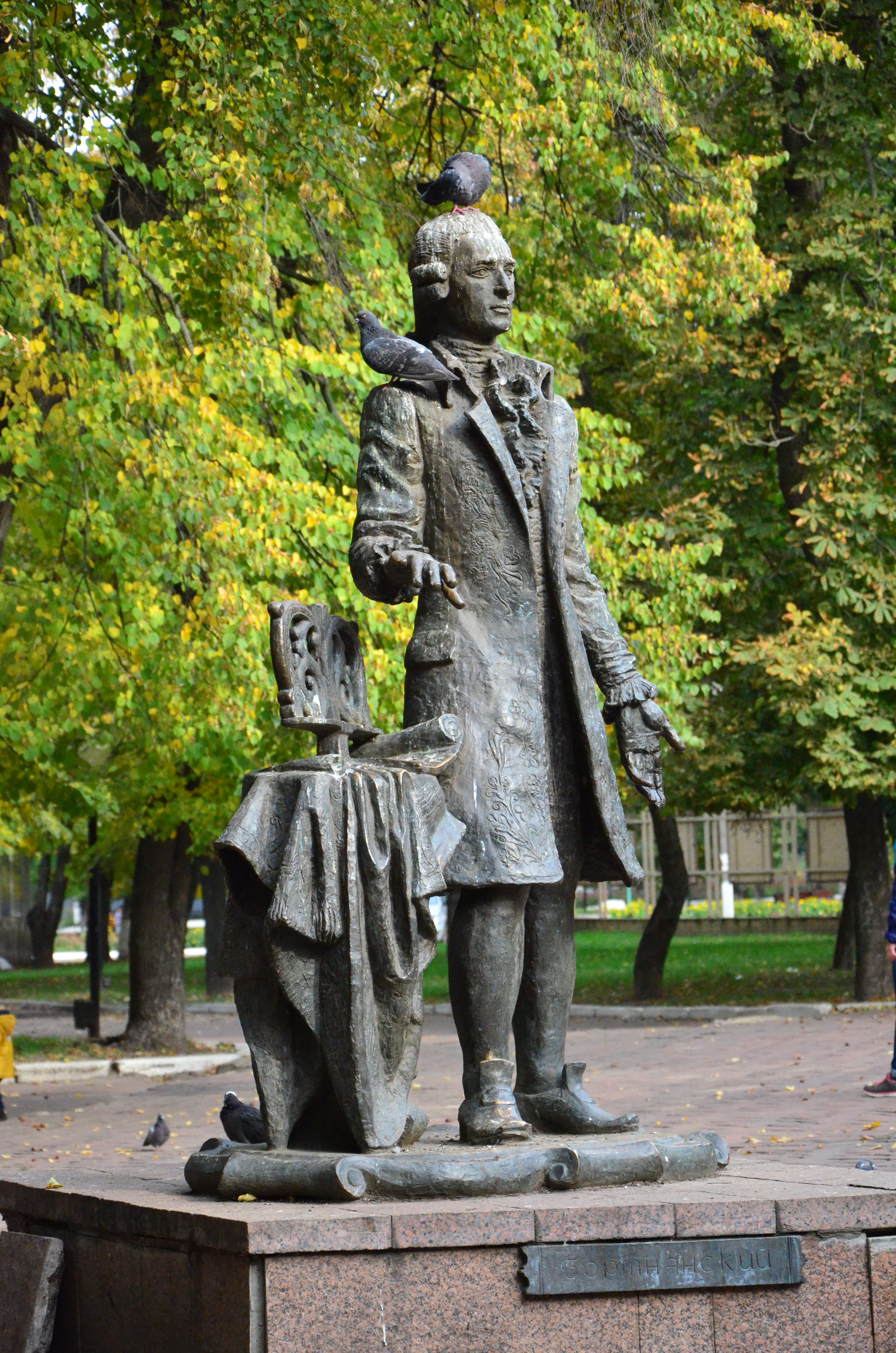
Пам'ятник Дмитру Бортнянському